# Ludmila Formanová
Ludmila Formanová, češka atletinja, * 2. januar 1974, Čáslav, Češkoslovaška.
Nastopila je na poletnih olimpijskih igrah v letih 1996 in 2000, leta 1996 je dosegla sedmo mesto v štafeti 4x400 m. Na svetovnih prvenstvih je v teku na 800 m osvojila naslov prvakinje leta 1999, na svetovnih dvoranskih prvenstvih naslov prvakinje v isti disciplini leta 1999 in srebrno medaljo v štafeti 4x400 m leta 1995, na evropskih dvoranskih prvenstvih pa naslov prvakinje v teku na 800 m leta 1998.